# Rasa Grigonė
Rasa Grigonė ist eine litauische Fußballschiedsrichterin.
Seit 2017 steht Grigonė auf der Liste der FIFA-Schiedsrichter und leitet internationale Fußballpartien. Sie gehört zur Gruppe der UEFA-First-Category-Schiedsrichterinnen.
Grigonė leitete bisher bzw. leitet unter anderem Spiele in der Women’s Nations League, in der Qualifikation zur Women’s Champions League, in der europäischen WM-Qualifikation für die Weltmeisterschaft 2023 in Australien und Neuseeland, in der Qualifikation zu U-19-Europameisterschaften sowie Freundschaftsspiele.